# 高梨臨
高梨臨（日语：／ Takanashi Rin，1988年12月17日—），日本女演員、偶像，出生於日本千葉縣，身高166cm，血型A型。目前為Stardust Promotion（與JTB ENTERTAINMENT有業務合作）旗下的女藝人。

## 来歷
- 偶像團隊『Pink Jam Princess』（已解散）的原成員。
- 曾隸屬於株式会社いちにのさん旗下。在2007年6月，與聲優緒方惠美一起轉到JTB CORPORATION設立的 旗下[1]。
- 2009年，因參演『侍戰隊真劍者』中白石茉子一角而知名度大增，第1集剛好就是在她20歲生日（2008年12月17日）當天拍攝的。
- 2018年1月20日，與足球選手槙野智章結婚，兩人交往約一年八個月。

## 人物
- 興趣：羽毛球、閱讀、音樂欣賞。
- 特技：書道（5段）、歌唱。
- 家庭：父母、一個姊姊
- 出身自千葉縣立松戶國際高級中學。
- 與女演員田沼由美是小學同班同學。
- 曾以高梨真莉的藝名活動。
- 童年時代非常喜歡「美少女戰士」的火野玲。
- 是歌手愛內里菜的歌迷，並在2010年9月18日去看她的最後一場演唱會「RINA AIUCHI LAST LIVE 2010 -LAST SCENE-」，第二天就在網誌寫此事之文章。
- 曾在網誌中提到自己愛吃草莓，網誌的名字也是來自草莓。
- 外表貌似藝人坂下千里子，因此兩人常被誤認。

## 參演作品

### 電視劇
- 侦探学园Q 第4・5話（2007年7月24日・31日、日本電視台） - 飾演 小椋繪美菜
- ROOKIES（2008年4月19日－7月26日、TBS） - 飾演 猪俣雪乃
- （2008年10月10日－2009年1月9日、tvk 他） - 飾演
- 侍戰隊真劍者（2009年2月15日－2010年2月7日、朝日電視台） - 飾演 白石茉子／真劍粉紅
  - 假面騎士DECADE（2009年7月12日－7月19日、朝日電視台） - 飾演 白石茉子／真劍粉紅（客串24、25集）
- 职业高尔夫之花（2010年4月8日－7月8日、讀賣電視台） - 飾演
- 宇宙犬作战（2010年7月9日－12月24日、東京電視台） - 飾演 歐哈娜（087型機器人）
- TOKYO23生存城市（2010年9月4日－10月2日、WOWOW） - 飾演 藤澤由香里
- 爺爺25歲 第3・5・7・8話（2010年11月17日・21・24・25日、TBS） - 飾演 梨音（服務生）
- ドクロゲキ～後味の悪いサスペンス（富士電視台）
  - 「鮫島由紀恵」（2012年1月14日） - 飾演 鮫島由紀惠
  - ドクロゲキ2 第一話「信じる。」（2012年6月9日） - 主演
- O-PARTS（2012年2月27日－3月1日、富士電視台） - 飾演 嵯峨靜
- 爸爸偶像（2012年4月19日 - 6月28日、TBS） - 飾演
- D×TOWN「太陽は待ってくれない」（2012年5月4日 - 25日、東京電視台） - 飾演 中川冴
- 幽靈媽媽搜查線 第7話（2012年7月7日－9月15日、NTV） - 飾演 進藤由佳
- 火怨·北方的英雄 阿弖流为传（2013年1月11日 - 2月1日、NHK BS Premium） - 阿佐斗
- 新·奥特Q（2013年1月12日－3月30日、WOWOW） - 飾演 渡良瀬絵美子
- 卡拉馬助夫兄弟們（2013年1月12日－3月23日、富士電視台） - 飾演 遠藤加奈子
- 怪谈在身边 第1話「特性のない男」（2013年2月2日、富士電視台）
- 放学后Groove（2013年4月22日－6月24日、TBS） - 主演 桐生真琴
- 沒有鑰匙的夢「仁志野町の泥棒」（2013年9月22日、WOWOW） - 主演
- 連續電視小說 花子與安妮（2014年4月14日－9月27日、NHK） - 飾演 醍醐亞矢子
  - 花子與安妮SP「朝市的新娘」（2014年10月18日、NHK BS Premium）
- 东京警卫（2014年4月10日 - 6月26日、Dlife） - 安藤心
- 彼岸花～女性犯罪搜查檔案（2014年10月24日、NTV） - 伊東凛
  - 彼岸花～警視廳搜查七課～（2016年1月13日 - 3月16日）
- FLASHBACK （页面存档备份，存于）（2014年12月19日－2015年2月6日、富士電視台NEXT） - 主演 轟日見子
- 純白（2015年1月13日－3月17日、TBS）- 飾演 和田木綿子
- Dr.倫太郎（2015年4月15日－6月17日、日本電視台） - 飾演 川上葉子
- 紅十字～女人們的入伍通知單～（2015年8月1日・8月2日、TBS） - 飾演
- 真實的恐怖故事「黒い日常」（2015年8月29日、富士電視台） - 木村彩香
- 朝5晚9〜俊俏和尚愛上我〜（2015年10月12日－12月14日、富士電視台） - 飾演 山渕百繪
- 不愉快的果實（2016年4月29日－6月10日、朝日電視台） - 飾演 竹田久美
  - 不愉快的果实SP〜第3年的出轨〜（2017年1月6日・1月13日））
- 愛情敗犬向前衝（2017年4月6日－6月22日、讀賣電視台） - 主演 茅崎美沙
- 爱的婚介所（2017年7月28日 - 9月1日、朝日電視台） - 飾演 シスター・エリザベス / 猪田花子（女主角）
- 刑警弓神 第4話（2017年11月2日、富士電視台） - 飾演 堤祥子
- NHK大河劇（NHK）
  - 西鄉殿（2018年1月7日－12月16日） - 飾演 蕗
  - 豈有此理〜蔦重繁華如夢故事〜（2025年1月5日－） - 飾演 知保
- 结婚对象靠抽选（2018年10月6日 - 11月24日、東海電視台） - 飾演 冬村奈々
- 特別劇「犬神家一族」（2018年12月24日、富士電視台） - 野野宮珠世
- 初戀那一天所讀的故事 第6話（2019年2月19日－3月19日、TBS）- 飾演 牧瀨朋奈
- 亲爱的患者〜羁绊的病历簿〜（2020年7月17日 - 9月18日、NHK総合） - 飾演 真野万里
- 未解决之女 警视厅文件搜查官第二季 第3話（2020年8月20日、朝日電視台） - 飾演
- 相棒season19 第4話（2020年11月4日、朝日電視台） - 飾演 叶笑 / 棚橋智美
- 監察醫 朝顏 第二季 第4集（2020年11月23日、富士電視台）- 飾演 坂井美優
- 遺留搜查 第6季 第8話（2021年3月4日、朝日電視台） - 飾演 大峰恵
- 小太郎一個人生活（2021年6月19日、26日、朝日電視台） - 飾演
- 被背叛的田川的憂鬱（2021年7月14日 - 9月1日、MBS） - 飾演 森梢
- Unlucky Girl（2021年10月7日 - 12月9日、讀賣電視台） - 飾演 綾波樹
- DCU 第1集（2021年1月16日、TBS）- 飾演 若林朱里
- STAR CHANNEL オリジナルドラマプロジェクト 5首诗歌 EPISODE 02『マスカラまつげ』（2022年7月21日、STAR CHANNEL EX / 8月21日、BS10 STAR CHANNEL） - 主演 水野咲良
- PICU 小兒集中治療室（2022年10月10日－12月19日、富士電視台）- 飾演 羽生仁子
- 沒聽說離婚後這麼受歡迎（日语：バツイチがモテるなんて聞いてません）（2023年2月24日－3月31日、MBS） - 主演 小野和葉
- Last Man-全盲搜查官- 第5集（2023年5月21日、TBS）- 飾演 青嶌麻帆
- VIVANT 第1 - 9集（2023年7月16日－9月10日、TBS） - 飾演 乃木明美
- 單身初戀日記（2023年10月14日 - 12月9日，朝日電視台） - 飾演
- 社会性抹杀丈夫的5个方法 第2季（2024年1月10日 - 3月27日、東京電視台） - 主演 日野美咲
- 武蔵的輪舞曲（2025年4月19日 - ，朝日電視台） - 飾演 武蔵野環

### 網路劇
- 代償（2017年11月18日配信、Hulu） - 飾演 白石真琴
- MALICE（2023年9月配信、U-NEXT） - 主演 谷村夏帆（與林遣都、佐藤隆太三人主演）

### 電影
- GOTH（2008年） - 主演 森野夜
- 超級戰隊系列（東映） - 飾演 白石茉子／真劍粉紅
  - 侍戰隊真劍者 銀幕版 天下分け目の戦（2009年）
  - 侍戰隊真劍者VS轟音者 銀幕BANG!!（2010年）
  - 天裝戰隊護星者VS真劍者Epic on 銀幕（2011年）
- 没有人活着吗？（2012年2月） - 飾演 リョウコ
- Like Someone in Love（2012年） - 主演 明子
- 今天開始談戀愛（2012年12月8日） - 飾演 山内有砂
- 一切从遇见你开始（2013年11月22日） - 飾演 佐々木玲子
- 半梦半醒之间（2014年） - 飾演 亜紀（女主角）
- KILLERS（2014年） - 飾演 久恵（女主角）
- 漫步夏威夷（2014年） - 飾演 吉村茜
- 播种的旅人（2016年） - 飾演 彩音
- 进入盛夏之门（2021年6月25日） - 飾演 佐藤みどり

### 非戲院首映
- 归来的侍战队 特别篇（2010年6月、東映） - 白石茉子 / 真劍粉紅
- 假面骑士W RETURNS（2011年7月、東映） - 飾演 美娜

### 綜藝節目
- 偶像之路（日语：アイドル道）（2005年2月、富士電視台721）
- 全力坂（日语：全力坂） #228「三平坂」（2007年4月、朝日電視台）
- 鬧鐘電視 MOTTOいまドキ! いまドキ★ムスメ（リポーター）（2008年4月－2009年3月、富士電視台）
- 天才！志村動物園（2008年12月20日、日本電視台）
- Ametalk（朝日電視台）
  - 新春ゴールデン3時間SP（2011年1月7日） - 運動神経悪いラブストーリー（女主角）
  - 春のゴールデン3時間SP（2011年3月31日） - 滑舌悪い大捜査線（女主角）
- 謎解きLIVE 英国式ウィークエンド殺人事件（2013年12月7日・8日、NHK BS Premium） - 推理倶楽部CATS迷執事（進行）
- ダウンタウンガキの使いやあらへんで!!大晦日年越しSP 絶対に笑ってはいけない名探偵24時（2015年12月31日、日本電視台） - 飾演 伊藤凛
- 一・二・三!羽生善治の大逆転将棋（2018年1月3日、NHK BS Premium） - 司会

### 舞台
- 『ひみつきち』原作：中原アヤ 導演・編劇：西田大輔（2007年3月，橫濱紅磚倉庫1号館） - 飾演 Eri（女主角）
- AND ENDLESS winter edition 2007『GOOD‐BYE JOURNEY』（2007年11月，東京藝術劇場小堂） - 飾演 聖女貞德
- ゾビンとミルルのグルグルしたハナシ（2011年3月30日 - 4月3日、中野ザ・ポケット） - 飾演 Miruru
- トラストいかねぇ（2011年7月9日 - 8月1日、東京環球劇場 / 8月4日 - 8月7日、Theater drama city） - 飾演 紗江
- その後のふたり（2013年4月12日、天王洲 銀河劇場） ｰ 七海 役

### PV
- VOLTA MASTERS 「Thank You feat.DOUBLE,Doitall from Lords Of Underground,Treach from Naughty By Nature」（2011年3月2日 Album「Suite」收錄曲目）
- LOOP CHILD 「この恋から」（2011年3月2日 MiniAlbum「i color」收錄曲目）

### CM
- NHK-AC JAPAN共同キャンペーン「やさしい森」(2011年7月)
- JR東日本 View信用卡「異才のカード。」（2013年3月 - ）
- 伊藤園
  - 「スタイリースパークリング」（2014年6月 - ）
  - 「充実野菜 ベジタブル&ファイバー」（2014年11月 - ）
  - 「黄金烏龍茶」（2015年4月 - ）
- 花王「ASIENCE」（2015年4月 - ）

### 廣告照片
- JTB「GC CARD」「貨幣找換・T/C」等等（2007年－）
- 菲律賓觀光誘致會戰（2008年、菲律賓觀光省）
- Johnson & Johnson「安视优綠洲 乱視用」（2010年）
- 労働金庫 イメージモデル（2016年4月1日 - ）

### 模特兒
- andGIRL（2017年3月号 - 、M-ON! Entertainment） - 常规模特兒

## 其他作品

### 寫真集
- ファースト写真集「Rin」（2009年10月21日發售、角川書店）

### CD
- パイナップルプリンセス（2006年4月）- 在Pink Jam Princess中演出

### DVD
- ファーストDVD「Rin～tobira～」（2009年10月21日發售預定、東映ビデオ）
- 「侍戰隊真劍者VS轟音者銀幕BANG！」（2010年3月21日發售、東映ビデオ）
- 「TOKYO23～生存都市」（2011年2月23日發售、WOWOW）
- 仮面騎士W RETURN「仮面騎士Eternal」（2011年7月21日發售、東映）

## 外部連結
- （日語） Stardust Promotion （页面存档备份，存于）
- （日語） StrawbeRin （页面存档备份，存于）（官方日誌）
- （日語） ラブりん（UvU*）はにぃ〜ぴんく （页面存档备份，存于）（舊官方日誌）
- （日語） JTB Entertainment內的個人檔案
- 高梨臨的Instagram帳戶 （日語）

| 前任： 末永遙 （轟轟戰隊冒險者） | 日本超級戰隊系列桃色戰士演員 侍戰隊真劍者 2009年2月15日-2010年2月7日 | 繼任： 佐藤里香 （天裝戰隊護星者） |